# Ekstraklasa
Ekstraklasa (phát âm tiếng Ba Lan: [ˌɛkstraˈklasa]; có nghĩa là "Hạng đặc biệt" trong tiếng Ba Lan), tên chính thức là PKO Bank Polski Ekstraklasa được Ngân hàng PKO Ba Lan tài trợ, là một giải bóng đá chuyên nghiệp tại Ba Lan và là giải đấu cấp cao nhất của hệ thống giải bóng đá Ba Lan.
Được tranh tài bởi 18 câu lạc bộ, vận hành hệ thống thăng hạng và xuống hạng với I liga, các mùa giải bắt đầu vào tháng 7 và kết thúc vào tháng 5 hoặc tháng 6 năm sau. Các đội chơi tổng cộng 34 trận mỗi đội. Các trận đấu được diễn ra vào thứ Sáu, thứ Bảy, Chủ Nhật và thứ Bai. Đội vô địch Ekstraklasa sẽ đủ điều kiện tham dự Siêu cúp Ba Lan. Từ năm 2005 giải đấu được điều hành bởi Ekstraklasa Spółka Akcyjna.
Ekstraklasa (trước đây là I liga) được chính thức thành lập với tên gọi Liga Polska vào ngày 4–5 tháng 12 năm 1926 tại Warszawa, kể từ ngày 1 tháng 3 năm 1927 với tên gọi Liga Piłki Nożnej (phát âm tiếng Ba Lan: [ˈliɡa ˈpiwkʲi ˈnɔʐnɛj]), nhưng Hiệp hội bóng đá Ba Lan (tiếng Ba Lan: Polski Związek Piłki Nożnej, PZPN) đã tồn tại từ ngày 20 tháng 12 năm 1919, một năm sau khi Ba Lan giành được độc lập vào năm 1918. Các trận đấu đầu tiên của giải đấu mới thành lập diễn ra vào ngày 3 tháng 4 năm 1927, trong khi giải vô địch bóng đá quốc gia không thuộc giải đấu đầu tiên diễn ra vào năm 1920.
Tổng cộng có 86 đội đã chơi ở giải đấu hàng đầu của bóng đá Ba Lan kể từ khi giải đấu được thành lập, 20 trong số đó đã giành được danh hiệu. Nhà vô địch hiện tại là Lech Poznań, đội đã giành được danh hiệu thứ 9 của mình trong mùa giải 2024–25.

## Các đội vô địch

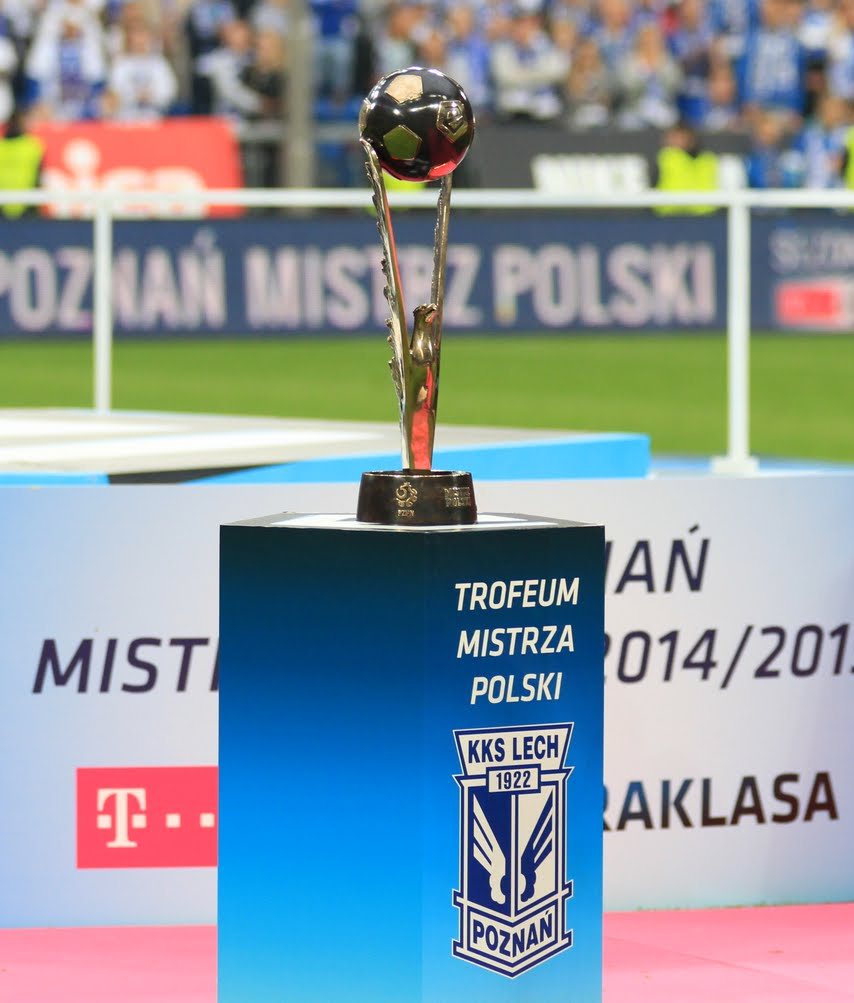
Ekstraklasa 2014/15

| - 1920: Cracovia Kraków - 1921: Cracovia Kraków - 1922: Pogoń Lwów - 1923: Pogoń Lwów - 1924: Không có tổ chức - 1925: Pogoń Lwów - 1926: Pogoń Lwów - 1927: Wisła Kraków - 1928: Wisła Kraków - 1929: Warta Poznań - 1930: Cracovia Kraków - 1931: Garbarnia Kraków - 1932: Cracovia Kraków - 1933: Ruch Chorzów - 1934: Ruch Chorzów - 1935: Ruch Chorzów - 1936: Ruch Chorzów - 1937: Cracovia Kraków - 1938: Ruch Chorzów - 1939: Không có tổ chức - 1946: Polonia Warszawa - 1947: Warta Poznań - 1948: Cracovia Kraków - 1949: Wisła Kraków - 1950: Wisła Kraków - 1951: Wisła Kraków - 1952: Ruch Chorzów - 1953: Ruch Chorzów - 1954: Polonia Bytom - 1955: Legia Warszawa - 1956: Legia Warszawa - 1957: Górnik Zabrze - 1958: ŁKS Łódź - 1959: Górnik Zabrze | - 1960: Ruch Chorzów - 1961: Górnik Zabrze - 1962: Polonia Bytom - 1962-63: Górnik Zabrze - 1963-64: Górnik Zabrze - 1964-65: Górnik Zabrze - 1965-66: Górnik Zabrze - 1966-67: Górnik Zabrze - 1967-68: Ruch Chorzów - 1968-69: Legia Warszawa - 1969-70: Legia Warszawa - 1970-71: Górnik Zabrze - 1971-72: Górnik Zabrze - 1972-73: Stal Mielec - 1973-74: Ruch Chorzów - 1974-75: Ruch Chorzów - 1975-76: Stal Mielec - 1976-77: Śląsk Wrocław - 1977-78: Wisła Kraków - 1978-79: Ruch Chorzów - 1979-80: Szombierki Bytom - 1980-81: Widzew Łódź - 1981-82: Widzew Łódź - 1982-83: Lech Poznań - 1983-84: Lech Poznań - 1984-85: Górnik Zabrze - 1985-86: Górnik Zabrze - 1986-87: Górnik Zabrze - 1987-88: Górnik Zabrze - 1988-89: Ruch Chorzów - 1989-90: Lech Poznań | - 1990-91: Zagłębie Lubin - 1991-92: Lech Poznań - 1992-93: Lech Poznań - 1993-94: Legia Warszawa - 1994-95: Legia Warszawa - 1995-96: Widzew Łódź - 1996-97: Widzew Łódź - 1997-98: ŁKS Łódź - 1998-99: Wisła Kraków - 1999-00: Polonia Warszawa - 2000-01: Wisła Kraków - 2001-02: Legia Warszawa - 2002-03: Wisła Kraków - 2003-04: Wisła Kraków - 2004-05: Wisła Kraków - 2005-06: Legia Warszawa - 2006-07: Zagłębie Lubin - 2007-08: Wisła Kraków - 2008-09: Wisła Kraków - 2009-10: Lech Poznań - 2010-11: Wisła Kraków - 2011-12: Śląsk Wrocław - 2012-13: Legia Warszawa - 2013-14: Legia Warszawa - 2014-15: Lech Poznań - 2015-16: Legia Warszawa - 2016-17: Legia Warszawa - 2017-18: Legia Warszawa - 2018-19: Piast Gliwice - 2019-20: Legia Warszawa - 2020-21: Legia Warszawa - 2021-22: Lech Poznań - 2022-23: Raków Częstochowa - 2023-24: ‎‎Jagiellonia Białystok - 2024-25: Lech Poznań |  |

² Không tổ chức do thế vận hội Mùa hè 1924.
³ Không tổ chức do sự bùng nổ của Chiến tranh Thế giới II.

## Vấn đề tranh cãi

### Vẫn có nguy cơ bị loại khỏi Champions League mặc dù đã vô địch cấp câu lạc bộ
Champions League mùa giải 2024/25 sẽ bắt đầu thay đổi sang thể thức mới. Thay vì 32 câu lạc bộ tham gia vòng bảng như trước đây, sẽ có tới 36 câu lạc bộ được góp mặt ở giải đấu. Việc mở rộng số lượng đội tham dự sẽ tạo cơ hội cho những câu lạc bộ chưa từng thi đấu ở Champions League trước đây có thể góp mặt tại giải đấu danh giá nhất châu Âu.
Trong số 36 đội, sẽ có 29 câu lạc bộ tự động đủ điều kiện tham dự giai đoạn giải đấu nhờ thành tích của mình. 7 đội còn lại sẽ phải thi đấu vòng loại để giành suất đi tiếp. Tuy nhiên, một câu lạc bộ có thể bị từ chối suất dự vòng loại do một quy định ít được biết đến của UEFA (Liên đoàn bóng đá châu Âu).
Vào ngày 25/5/2024, Jagiellonia Bialystok đã giành được chức vô địch Ekstraklasa (Giải vô địch quốc gia của Ba Lan) lần đầu tiên trong lịch sử 103 năm của câu lạc bộ. Nhờ thành tích này, họ đã giành được suất tham dự vòng loại Champions League 2024/25. Bialystok đã đánh bại Warta Poznan với tỷ số 3-0 trong trận đấu cuối cùng của mùa giải, qua đó kết thúc mùa giải với 63 điểm, bằng điểm với đội xếp nhì Slask Wroclaw. Bialystok đã bước lên ngôi vô địch nhờ hiệu số bàn thắng bại đối đầu vượt trội so với đối thủ.
Tuy nhiên, rắc rối bắt đầu xảy ra từ đây. Việc được tham dự đấu trường châu Âu mùa tới của Bialystok có nguy cơ không thành hiện thực, vì câu lạc bộ không tìm được sân thi đấu thay thế khác. Lý do không phải vì sân nhà có sức chứa 22.000 chỗ ngồi của họ không đạt tiêu chuẩn, mà vì không có sân bay nào cách sân vận động trong phạm vi 200 km.
Theo nguồn tin từ podcast The Sweeper, quy định của UEFA yêu cầu phải có sân bay trong phạm vi 200 km tính từ sân nhà của câu lạc bộ tham dự. Thế nhưng, sân bay quốc tế gần nhất - Sân bay Warsaw Chopin - cách Sân vận động Thành phố Bialystok khoảng 210 km.
Adrian Siemieniec - HLV của Jagiellonia Bialystok đã chia sẻ về vấn đề khó khăn lớn nhất mà đội bóng đang phải đối mặt: vấn đề di chuyển. Ông nói: "Điều khó khăn lớn nhất của Jagiellonia là chúng tôi phải di chuyển rất nhiều bằng xe buýt. Có nhiều ngày, chúng tôi phải ngồi trên xe từ 10 - 11 tiếng đồng hồ. Chuyến đi gần nhất đến thủ đô Warsaw cũng cách gần 200 km rồi. Họ nói thuê máy bay riêng để bay đến Kazakhstan thì rất thuận tiện vì bay thẳng, nhưng với Jagiellonia thì không được như vậy, bởi chúng tôi phải di chuyển hàng trăm km đến sân bay ở Warsaw, Kaunas hay Minsk đã".

## Liên kết
- League Cup ở Ba Lan (www.ekstraklasa.org)
- League Cup ở Ba Lan Lưu trữ ngày 1 tháng 3 năm 2012 tại Wayback Machine (www.pzpn.pl)
- League Cup ở Ba Lan Lưu trữ ngày 13 tháng 12 năm 2011 tại Wayback Machine (www.wyniki.pl)
- League Cup ở Ba Lan (www.90minut.pl)